# 羅玉
羅玉（1479年—？年），字汝成，號鳳岡，四川順慶府南充縣人，明朝政治人物。

## 生平
正德二年（1507年）丁卯科四川鄉試第□名舉人。正德六年（1511年）中式辛未科會試第一百四十七名，登第三甲第一百七十三名進士。授遷安縣知縣，調武進縣，以治行第一，考选監察御史。因諫武宗南巡，命跪午门外五日。嘉靖元年（1522年）巡按雲南，监考鄉試。差竣复命，连疏乞休终养。嘉靖八年起復山东兖州道副使，驻节沂州，告归，日课子弟，享年七十馀，卒于家。

## 家族
祖父羅清；父羅□資，曾任義官。母楊氏。子羅綸，孫羅仲英。